# Europamästerskapen i skidskytte 2006
Europamästerskapen i skidskytte 2006 genomfördes 26 februari – 5 mars 2006 i Langdorf-Arbersee, Tyskland.

## Distans herrar 20 km
| Placering | Åkare            | Land        |
| --------- | ---------------- | ----------- |
| 1.        | Alexander Os     | Norge       |
| 2.        | Louis Habert     | Frankrike   |
| 3.        | Vladimir Dratjev | Vitryssland |

## Distans damer 15 km
| Placering | Åkare              | Land      |
| --------- | ------------------ | --------- |
| 1.        | Pavlina Filipova   | Bulgarien |
| 2.        | Martina Halinárová | Slovakien |
| 3.        | Sona Mihoková      | Slovakien |

## Sprint herrar 10 km
| Placering | Åkare           | Land        |
| --------- | --------------- | ----------- |
| 1.        | Jaroslav Soukop | Tjeckien    |
| 2.        | Sergej Novikov  | Vitryssland |
| 3.        | Carsten Pump    | Tyskland    |

## Sprint damer 7,5 km
| Placering | Åkare               | Land      |
| --------- | ------------------- | --------- |
| 1.        | Nina Lemesj         | Ukraina   |
| 2.        | Olga Anisimova      | Ryssland  |
| 3.        | Jekaterina Dafovska | Bulgarien |

## Jaktstart herrar 12,5 km
| Placering | Åkare              | Land        |
| --------- | ------------------ | ----------- |
| 1.        | Sergej Novikov     | Vitryssland |
| 2.        | Edgars Piksons     | Lettland    |
| 3.        | Vjatjeslav Derkatj | Ukraina     |

## Jaktstart damer 10 km
| Placering | Åkare            | Land        |
| --------- | ---------------- | ----------- |
| 1.        | Natalja Sokolova | Vitryssland |
| 2.        | Olga Anisimova   | Ryssland    |
| 3.        | Irina Malgina    | Ryssland    |

## Stafett 4 x 7,5 km herrar
| Placering | Land        | Åkare                                                                      |
| --------- | ----------- | -------------------------------------------------------------------------- |
| 1.        | Vitryssland | Sergej Novikov, Vladimir Dratjev, Rustam Valiullin, Oleg Ryzjenkov         |
| 2.        | Ukraina     | Vjatjeslav Derkatj, Oleksandr Bilanenko, Andrij Deryzemlja, Ruslan Lysenko |
| 3.        | Norge       | Haakon Andersen, Alexander Os, Hans Martin Gjedrem, Jon Kristian Svaland   |

## Stafett 4 x 6 km damer
| Placering | Land        | Åkare                                                                 |
| --------- | ----------- | --------------------------------------------------------------------- |
| 1.        | Vitryssland | Jekaterina Ivanova, Olga Nazarova, Ljudmila Ananko, Olena Zubrilova   |
| 2.        | Bulgarien   | Pavlina Filipova, Irina Nikultjina, Nina Kadeva, Jekaterina Dafovska, |
| 3.        | Tyskland    | Jenny Adler, Magdalena Neuner, Katja Beer, Sabrina Buchholz           |